# Rue Perdonnet
Die Rue Perdonnet ist eine Straße im Quartier Saint-Vincent-de-Paul des 10. Arrondissements in Paris.

## Lage

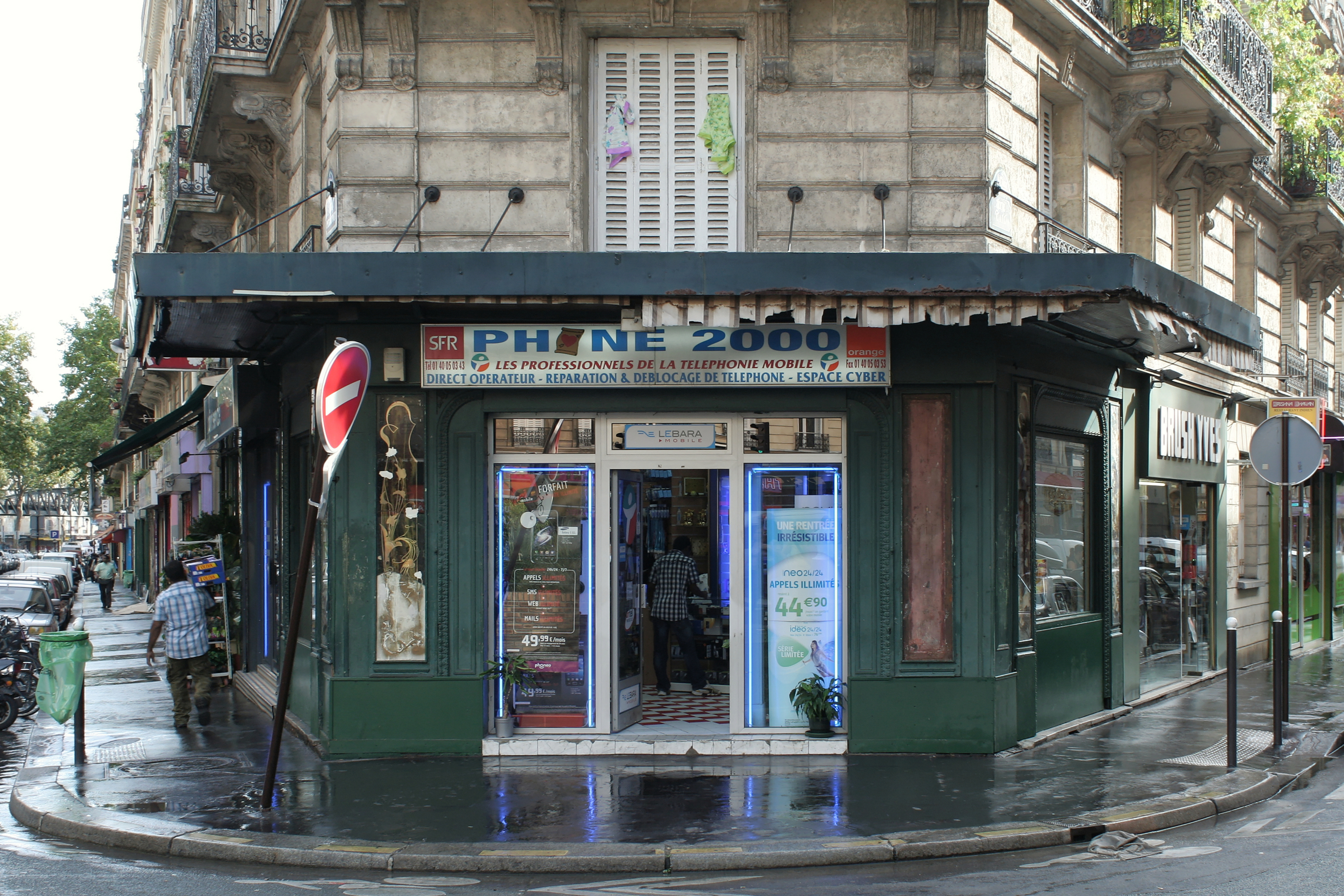
Ehemalige Pferdemetzgerei, links Rue Perdonnet und rechts Rue Cail

Die Rue Perdonnet verläuft von Nordosten nach Südwesten und beginnt auf der Höhe der Nr. 214, Rue du Faubourg-Saint-Denis und der Nr. 24, Rue Cail. Sie endet nach 196 Metern in Höhe der Nr. 21, Boulevard de la Chapelle und der Nr. 33, Rue Philippe-de-Girard. Die Rue Perdonnet, die sich zwischen den Gleisen der Bahnhöfe Gare de l’Est und Gare du Nord befindet, kreuzt in ihrem Verlauf auf der Höhe der Nr. 13, 15, 16 und 18 die Rue Louis-Blanc.

## Namensursprung
Die Straße wurde 1866 fertiggestellt und trägt seit dem 10. August 1868 den Namen des Ingenieurs Albert Auguste Perdonnet, der als Eisenbahnpionier bekannt wurde. Der Name wurde auch im Hinblick auf die Nähe zum Gare du Nord gewählt.

## Geschichte
Die Rue Perdonnet wurde am 17. September 1866 eröffnet und trägt ihren Namen seit 10. August 1868.
Die einheitliche Bebauung, mit sechsstöckigen Häusern und sich abwechselndem Fassadenschmuck, ist aus der Entstehungszeit der Straße erhalten geblieben.

## Sehenswürdigkeiten
Die ehemalige Pferdemetzgerei an der Ecke Rue Cail/Rue Perdonnet ist seit 1984 als Baudenkmal (Monument historique) geschützt.